# Cave du Prieuré
La Cave du Prieure est un réseau de galeries souterraines situés dans le département français de Maine-et-Loire et classé site Natura 2000 comme site d'intérêt communautaire (SIC)  et Zone naturelle d'intérêt écologique, faunistique et floristique (ZNIEFF) en raison de sa population de chauves-souris.

## Statut
Le site est classé Natura 2000 sous le numéro no FR5200636 et ZNIEFF sous le numéro no 520015301.

## Description
La Cave du Prieure est une ancienne carrière souterraine de tuffeau et ancienne champignonnière, très partiellement utilisée aujourd'hui comme cave à vin.

## Faune
La Cave du Prieure est considérée comme un site important en Maine-et-Loire pour l'hibernation des chauves-souris.
Il héberge au total une dizaine d'espèces différentes, dont notamment une population très significative de Grand rhinolophe (entre 279 et 477 individus, soit 2-15 % de la population totale française), ainsi qu'une population de Barbastelle d'Europe, de Grand murin, de Petit rhinolophe, de Rhinolophe euryale et de Vespertilion à oreilles échancrées dans des proportions plus faibles.